# いつありのブラ街
『いつありのブラ街』は、2020年10月5日から2021年9月27日までサンテレビで放送されていたバラエティ番組である。 株式会社音都とサンテレビの共同製作。

## スタッフ
- カメラ・編集：第1期 吉永考一　第二期以降から最終話 北井利和
- 音声：大藪拓(GIZA studio)
- MA：岡田達也
- 宣伝：稗島未紀
- アシスタント：柳瀬匡平
- ディレクター：中西隆径
- チーフディレクター：林裕人
- 制作協力：株式会社ギザ
- プロデューサー：曲手秀昭(Creedence)、久保田梨可子(サンテレビ)
- チーフプロデューサー：長戸大幸
- 制作・著作：株式会社音都、サンテレビ